# ФК Накло
НК Накло је словеначки фудбалски клуб из места Накло, основан 1936. године. Неколико сезона је био прволигаш, а данас игра у 4. лиги.